# Észak-Jemen az olimpiai játékokon
A Jemeni Arab Köztársaság (röviden: Észak-Jemen) két alkalommal, 1984-ben Los Angelesben és 1988-ban Szöulban vett részt az olimpiai játékokon. A Jemeni Népköztársasággal (Dél-Jemen) való egyesülése után, 1992-től már Jemen néven szerepel az egykori két ország a nyári sportünnepeken.
Egyetlen jemeni arab köztársasági sportoló sem nyert olimpiai érmet.